# Charapan
Charapan es una localidad del estado de Michoacán, cabecera del municipio homónimo

## Geografía
La localidad de Charapan, cabecera del municipio homónimo, está localizada a 110 km de la capital del estado de Michoacán, en la ubicación 19°38′57″N 102°15′0″O / 19.64917, -102.25000, a una altitud de 2360 m s. n. m.

## Población
Cuenta con 4409 habitantes, lo que representa un incremento promedio de 1.1 % anual en el período 2010-2020 sobre la base de los 3968 habitantes registrados en el censo anterior. Con una superficie de 2.42 km², al año 2020 tenía densidad de 1821 hab/km².
| Gráfica de evolución demográfica de Charapan entre 2000 y 2020    |
|                                                                   |
| Fuente: Instituto Nacional de Estadística Geografía e Informática |

En el año 2010 estaba clasificada como una localidad de grado alto de vulnerabilidad social.
La población de la localidad está mayoritariamente alfabetizada (4.47 % de personas analfabetas al año 2010), con un grado de escolarización en torno de los 8.5 años. Solo el 4.54 % de la población se reconoce como indígena.

## Monumentos históricos
Por su valor arquitectónico, se preservan:
- Parroquia de San Antonio de Padua
- Capilla de Santiago Caballero